# Стюарт Каррузерс
Стюарт Каррузерс (англ. Stuart Carruthers, 31 березня 1970) — австралійський хокеїст на траві.
Бронзовий призер Олімпійських Ігор 1996 року.